# Château de Forchtenstein
 (mai 2024).
Si vous disposez d'ouvrages ou d'articles de référence ou si vous connaissez des sites web de qualité traitant du thème abordé ici, merci de compléter l'article en donnant les références utiles à sa vérifiabilité et en les liant à la section « Notes et références ».

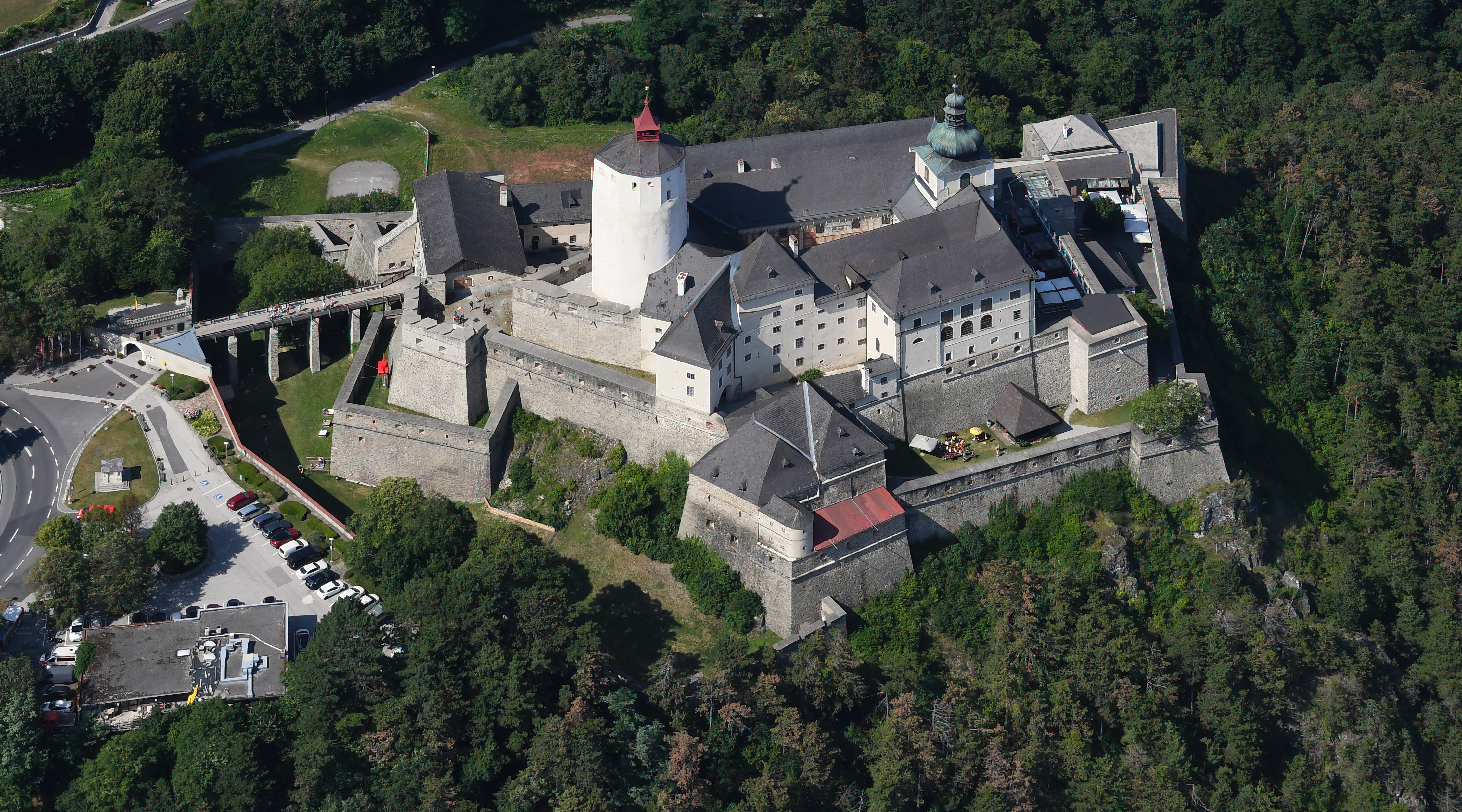
Vue aérienne du château de Forchtenstein

Le château de Forchtenstein est un château fort à Forchtenstein, dans le Burgenland.

## Géographie
Le château se situe au sud-ouest de Mattersburg au-dessus de la vallée de la Wulka.

## Histoire

### Moyen Âge
La première partie du château avec le bergfried haut de 50 m est construite au début du XIVe siècle par les seigneurs de Mattersdorf, qui deviennent plus tard seigneurs de Forchtenstein.
Vers 1450, les seigneurs de Forchtenstein meurent sans descendants masculins. Les Habsbourgs héritent du château pendant 170 ans et s'engagent, notamment, envers les comtes de Weißbriach et Hardegg. Pendant ce temps, pas de choses changent au château.

### Temps modernes
En 1622, Nicolas Esterházy, patron des Esterházy, reçoit le château de la part de l'empereur Ferdinand II, et les Esterházy reçoivent le titre de comte. Nicholas commence par agrandir le château délabré et en fait une forteresse. Il achève ces travaux de 1630 à 1634 avec le maître d'œuvre viennois Simone Retacco et à partir de 1643 avec Domenico Carlone pour la reconstruction du château. Les professionnels de la construction sont tous italiens. Il y a un contrat important pour trois maîtres de Kaisersteinbruch, Ambrosius Petruzzy, Pietro Maino Maderno et Mathias Lorentisch. La pierre de Kaiserstein est utilisée pour les portails principaux, les fontaines, les boulets de canon, etc.
Son fils Paul poursuit la construction du château dans la seconde moitié du XVIIe siècle selon les plans de l'architecte Domenico Carlone, en mettant l'accent sur la conception artistique. En raison des nombreuses modifications apportées, le château est en réalité une forteresse baroque dans sa taille actuelle. Après la mort de Paul, le but du château change. De l'ancienne forteresse, il devient un lieu de stockage pour les armes, les archives princières et la collection princière d'horloges, d'automates, d'animaux exotiques naturalisés et d'autres objets de cabinet de curiosité. La prétendue chambre du trésor et du miracle n'est accessible que par un passage secret ; la porte ne peut être ouverte qu'avec deux clés différentes. L'une est gardée par le prince et l'autre par le trésorier.

### Époque contemporaine
Ces pièces ne sont découvertes que pendant l’occupation après la Seconde Guerre mondiale et restent intactes. Dans la seconde moitié du XVIIIe siècle, le château est agrandi par le maître d'œuvre Johann Ferdinand Mödlhammer. Le toit à deux versants et l'intérieur sont rénovés.
Au moment de la république des conseils de Hongrie, en 1919, des représentants de l'État confisquent environ 280 objets appartenant au Trésor d'Esterházy et les emmènent à Budapest, où ils se trouvent aujourd'hui. Après la fin de la République soviétique, l’État hongrois conclut un contrat de prêt avec la famille Esterházy à ces fins ; comme la fondation privée Esterházy estime que la Hongrie ne se conformera plus pleinement à ce contrat en 2019, la fondation s'efforce de réclamer les objets.
Le château appartient à la fondation privée Esterházy et montre l’histoire et les trésors de l’ancienne famille noble ainsi que le palais d'Esterházy à Eisenstadt. Après la séparation des biens de la famille Esterházy en 1921 en deux parties, une hongroise et une autrichienne, les archives économiques restent au château de Forchtenstein, tandis que les archives familiales sont depuis conservées dans les Archives nationales hongroises à Budapest.

## Source de traduction
- (de) Cet article est partiellement ou en totalité issu de l’article de Wikipédia en allemand intitulé « Burg Forchtenstein » (voir la liste des auteurs).